# Isla Coronados
Isla Coronados ist eine mexikanische Insel im Süden des Golfs von Kalifornien. Administrativ gehört sie zur Gemeinde (municipio) Loreto des Bundesstaates Baja California Sur („Süd-Niederkalifornien“). Sie ist nicht zu verwechseln mit der Isla Coronado im Norden des Golfs von Kalifornien.

## Geographie
Isla Coronados liegt 10 km nordöstlich von Loreto, dem Hauptort der Gemeinde auf der Halbinsel Niederkalifornien; die Südwestspitze der Insel liegt sogar nur 2 km vor der Küste der Halbinsel. Die Insel ist 4 km lang, bis zu 2,4 km breit und weist eine Fläche von 7,2 km² auf. Sie ist vulkanischen Ursprungs uns besteht aus einem 282 m hohen Vulkankegel im Norden der Insel sowie einem flachen, sandigen Teil im Süden mit einer etwa 1 km langen Nehrung. An der Südwestspitze der Isla Coronados, Punta el Bajo, steht ein 12 m hoher Leuchtturm. Der überwiegende Teil der ariden und unbewohnten Insel ist ein Bestandteil des im Juli 1996 gegründeten Nationalparks Bahía de Loreto, lediglich ein kleiner Teil im Norden liegt außerhalb. Die Insel gehört auch – mit 243 weiteren Inseln – zum 2005 ernannten UNESCO-Weltnaturerbe „Inseln und geschützte Gebiete im Golf von Kalifornien“ (spanisch Islas y áreas protegidas del Golfo de California).